# Black Sabbath (album)
Black Sabbath là album phòng thu đầu tay của ban nhạc heavy metal người Anh Black Sabbath, do hãng thu âm Vertigo Records phát hành vào ngày 13 tháng 2 năm 1970 tại Anh Quốc và do Warner Bros. Records ngày 1 tháng 6 năm 1970 tại Mỹ. Album được nhiều người xem là album đầu tiên của thể loại heavy metal. Ngoài ra, bài mở đầu trùng tên album là "Black Sabbath" cũng được xem là bài hát doom metal đầu tiên. Sau khi ra mắt, album giành vị trí thứ 8 trên UK Albums Chart và thứ 23 trên bảng xếp hạng Billboard 200 của Mỹ. Nhạc phẩm còn có tên trong cuốn sách 1001 album bạn phải nghe trước khi chết của Robert Dimery.

## Thu âm
Theo lời Tony Iommi (tay guitar và thành viên sáng lập Black Sabbath), album đầu tay của nhóm được thu âm chỉ trong một ngày, tức vào ngày 16 tháng 10 năm 1969. Buổi thu nháp kéo dài 12 giờ đồng hồ. Iommi cho biết: "Chúng tôi chỉ tới phòng thu và làm hết trong một ngày, chúng tôi chơi nhạc sống để thu âm và thế là hết. Chúng tôi thực sự nghĩ cả một ngày đã là khá dài rồi, thế nên ngày hôm sau chúng tôi đi biểu diễn luôn ở Thụy Sĩ với giá 20 bảng Anh." Ngoài các hiệu ứng âm thanh tiếng chuông, sấm và mưa được cho vào đoạn đầu của bài mở đầu album và hai đoạn guitar solo được ghi hai lần trong "N.I.B." và "Sleeping Village", thực tế là không đó đoạn nhạc ghi đè nào được cho vào album. Iommi nhớ lại lúc thu âm trực tiếp: "Chúng tôi đã nghĩ là 'Chúng ta có hai ngày để làm album thì có một ngày là để trộn âm.' Vì thế chúng tôi chơi nhạc sống. Ozzy hát cùng lúc ấy, chúng tôi chỉ việc đưa anh ấy vào bốt thu riêng rồi cả bọn bắt đầu. Chúng tôi chưa bao giờ phải thu hầu hết bản nhạc tới hai lần."
Chìa khóa cho chất liệu âm thanh trong album của ban nhạc là lối chơi guitar đặc sắc của Iommi mà anh phát triển sau một vụ tai nạn ở nhà máy dập thép; đấy là nơi anh làm việc năm 17 tuổi rồi các đầu ngón nhẫn và ngón giữa trên bàn tay bấm phím đàn của anh bị dập đứt. Iommi đã tạo ra cặp đầu ngón tay giả bằng cách dùng nhựa lấy từ một chai tẩy rửa bát đĩa và cố ý hạ thấp cao độ của dây đàn guitar để giúp anh dễ "bấm nhéo" hơn, tạo nên mộ thứ âm thanh nặng trịch và đục ngầu. "Tôi muốn chơi nhiều hợp âm và tôi phải chọn các hợp âm 5 thay cho những hợp âm 4 bởi các ngón tay của tôi," Iommi giải thích với Phil Alexander trong ấn phẩm Mojo vào năm 2013. "Như thế giúp tôi phát triển lối chơi đàn của mình, bấm nhéo dây đàn và đánh vào dây buông cùng một lúc chỉ để tạo nên âm thanh hoang dại hơn." Trong cùng bài viết, tay bass Geezer Butler kể thêm: "Hồi đó người chơi đàn bass được cho là phải chạy tất cả những nốt giàu giai điệu này, nhưng tôi lại chẳng biết làm thế nào vì tôi là một nghệ sĩ guitar, thế nên tôi cứ chơi theo khúc riff của Tony. Thế là tạo nên thứ âm thanh nặng trịch hơn."
Iommi bắt đầu thu âm album bằng cây đàn Fender Stratocaster màu trắng (cây đàn mà anh yêu thích thời đó), nhưng chiếc pickup gặp trục trặc buộc anh phải hoàn tất bản nhạc bằng Gibson SG, cây đàn guitar mà anh vừa mua để dự phòng nhưng "chưa thực sự đánh bao giờ". Cây SG đó là mẫu đàn dành cho người thuận tai phải, ngược với chiều thuận tay đánh đàn của Iommi. Ngay sau khi thu âm album, anh gặp một nghệ sĩ guitar thuận tay phải chơi đàn SG ngược chiều thuận tay, và cả hai nhất trí đổi đàn cho nhau; đây là chiếc đàn SG mà Iommi đã chỉnh lại rồi "đem vứt nó lại" ở quán Hard Rock Cafe.

## Thể loại
Steve Huey của AllMusic thấy rằng Black Sabbath đánh dấu "sự ra đời của heavy metal như chúng ta biết ngày nay". Theo quan điểm của ông, album "đã vượt xa khỏi cái gốc blues-rock và psychedelia của nó để trở thành một thứ lớn lao hơn thế". Ông ví cái chất liệu "âm thanh xấu xí" của đĩa nhạc như để phản ánh "cơn ác mộng công nghiệp lạnh lẽo" ở Birmingham, Anh (quê nhà của nhóm). Huey lưu ý những ẩn ý đầu tiên của đĩa nhạc với những đề tài đặc trưng của heavy metal như quỷ dữ, pagan giáo và thần bí học, "như được lấy qua các bộ phim kinh dị và những tác phẩm văn học của J. R. R. Tolkien, H. P. Lovecraft và Dennis Wheatley." Ông nhận định mặt hai là "đổi qua lối chơi nhạc blues-rock ngẫu hứng học được từ" ban nhạc rock người Anh Cream.
Theo góc nhìn của Jeff Wagner (cây viết và cựu biên tập viên của tạp chí Metal Maniacs), Black Sabbath là "điểm khởi đầu nhìn chung chấp nhận được" khi heavy metal "tách ra từ rock and roll". Theo nhận định của ông, album đại diện cho sự xê dịch từ blues rock sang "thứ nhạc xấu xí hơn", và rằng thứ âm thanh này "cho thấy lực hấp dẫn mạnh hơn thông qua giọng hát ảm đạm và nhịp điệu mang điềm gở". Theo tạp chí Rolling Stone, "có thể cho rằng album đã phát minh ra heavy metal được xây dựng trên dòng blues-rock rền vang". Mike Stagno của Sputnikmusic lưu ý rằng Black Sabbath đã kết hợp của những yếu tố của rock, jazz và blues, cộng thêm méo tiếng để làm ra một trong những album giàu ảnh hưởng nhất lịch sử heavy metal. Khi đem album ra tái đánh giá, Black Sabbath có lẽ được ngợi khen là album nhạc heavy metal đích thực đầu tiên. Nhạc phẩm còn được ghi nhận là đĩa nhạc đầu tiên thuộc các thể loại stoner rock và goth.
Nhận định ở góc độ rộng hơn, Pete Prown của tờ Vintage Guitar cho rằng: "Album đầu tay của Black Sabbath ra mắt vào năm 1970 là một khoảnh khắc bước ngoặt trong nhạc rock nặng, nhưng nó nằm trong một xu hướng lớn hơn, trong đó các nghệ sĩ, nhà sản xuất và kỹ sư âm nhạc chuyển sang thứ âm thanh mà chúng ta gọi là hard rock và heavy metal ngày nay."

## Nhạc và lời
Nhạc và lời của Black Sabbath khá hắc ám vào lúc bấy giờ. Bài mở đầu gần như hoàn toàn dựa trên quãng ba cung, được chơi với tiết tấu chậm bằng đàn guitar điện. Trong bộ phim tài liệu Classic Albums (2010) nói về quá trình làm album thứ hai Paranoid, Geezer Butler cho biết đoạn riff được lấy cảm hứng từ "Mars, the Bringer of War", một phân đoạn trong nhạc phẩm cổ điển The Planets của Gustav Holst. Iommi đã tái thể hiện khúc riff một chút và tái xác định định hướng của ban nhạc. Ward chia sẻ trong Classic Albums: "Khi Oz hát 'What is this that stands before me?', nó đã trở nên hoàn toàn khác...giờ đây là một câu hát khác, một cảm khác giác. Tôi đang chơi trống theo những câu hát ấy." Lời của bài hát nói về một "vật thể màu đen" mà tay bass Geezer Butler cho rằng đã nhìn thấy sau khi tỉnh dậy từ một cơn ác mộng. Trong những dòng ghi chú cho album nhạc sống Reunion (1998) của ban nhạc, tay bass của Black Sabbath nhớ lại:
Tôi được nuôi dạy theo đạo Công giáo vì thế tôi hoàn toàn tin vào Quỷ dữ. Có một tạp chí tuần san tên là Man, Myth and Magic mà tôi bắt đầu đọc đều nói về quỷ Satan và mấy thứ đại loại như thế. Cuốn tạp chí ấy và những cuốn sách của Aleister Crowley và Dennis Wheatley, đặc biệt là cuốn The Devil Rides Out ... Khi chuyển đến căn hộ này, tôi đã sơn những cây thánh giá lộn ngược màu đen ở khắp nơi. Ozzy đưa cho tôi một cuốn sách vào thế kỉ 16 về phép thuật mà anh ấy ăn cắp được ở đâu đấy. Tôi để nó trong tủ chứa bình nước nóng vì tôi không tin vào nó. Sau đó một đêm nọ, tôi tỉnh dậy và thấy cái bóng đen ở cuối giường. Sự hiện diện khủng khiếp ấy làm tôi kinh hồn bạt vía! Tôi chạy đến ngăn tủ đựng bình nước nóng để ném cuốn sách đi, nhưng nó đã biến mất. Sau đấy tôi từ bỏ tìm hiểu những thứ như vậy. Nó làm tôi sợ chết khiếp.

Tương tự, lời của bài hát "N.I.B." được sáng tác theo góc nhìn của Lucifer, một vị thiên thần sa ngã yêu một phụ nữ ở hạ giới và "trở thành một con người tốt hơn" theo lời của tác giả Butler. Trái với suy nghĩ của nhiều người, tựa bài hát không phải là viết tắt của Chúa giáng sinh trong màu đen; mà theo cuốn tự truyện của Osbourne thì nó đơn thuần liên hệ tới chòm râu dê mà tay trống Bill Ward để lúc ấy, có hình thù giống như một cái ngòi bút. Lời của hai bài hát khác trong album viết về những câu chuyện có đề tài thần thoại. "Behind the Wall of Sleep" liên hệ tới truyện ngắn Beyond the Wall of Sleep của nhà văn H. P. Lovecraft, trong khi "The Wizard" lấy cảm hứng từ nhân vật Gandalf của loạt truyện Anh chàng Hobbit và Chúa tể những chiếc nhẫn. Bài "The Wizard" còn có một đoạn chơi harmonica do Osbourne thể hiện. Ban nhạc còn thu âm một bản cover của "Evil Woman", bài hát từng là bản hit một thời của ban nhạc Crow ở Mỹ. Trong cuốn tự truyện của mình, Iommi thừa nhận rằng ban nhạc đã miến cưỡng nhận lời thu bài hát theo yêu cầu của quản lý Jim Simpson, bởi ông này nhất quyết muốn họ thu âm bài gì đó có tính chất thương mại hơn.

## Phát hành
Black Sabbath được thu âm cho Fontana Records làm đơn vị phát hành, song ngay trước ngày ra mắt công ty thu âm lại quyết định chuyển ban nhạc qua một trong những hãng đĩa con của họ là Vertigo Records, dành cho các ban nhạc tiên tiến hơn của công ty. Được hãng Vertigo Records cho phát hành vào Thứ Sáu ngày 13 tháng 2 năm 1970, Black Sabbath đã giành vị trí thứ 8 trên bảng xếp hạng UK Albums Chart. Sau khi được phân phối tại Mỹ vào tháng 6 năm 1970 bởi Warner Bros. Records, album đạt hạng 23 trên Billboard 200, trụ lại trong bảng xếp hạng này hơn 1 năm và bán ra một triệu bản.

## Đánh giá chuyên môn
| Đánh giá chuyên môn           | Đánh giá chuyên môn    |
| Đánh giá tái nhìn nhận        | Đánh giá tái nhìn nhận |
| Nguồn đánh giá                | Nguồn đánh giá         |
| Nguồn                         | Đánh giá               |
| ----------------------------- | ---------------------- |
| AllMusic                      | [ 8 ]                  |
| Christgau's Record Guide      | C–                     |
| Encyclopedia of Popular Music | [ 25 ]                 |
| MusicHound Rock               | 4/5                    |
| The Rolling Stone Album Guide | [ 27 ]                 |
| Sputnikmusic                  | [ 28 ]                 |

Black Sabbath đã đón nhận số đông đánh giá tiêu cực từ giới phê bình lúc bấy giờ. Nhà phê bình Lester Bangs của Rolling Stone miêu tả ban nhạc là "giống hệt Cream! Nhưng tệ hơn" và phê phán album là "thứ bỏ đi – mặc dù có những tựa bài hát u ám và vài lời ca sáo rỗng như Vanilla Fudge làm thơ dở để tri ân Aleister Crowley, album chẳng có dính dáng gì đến thuyết tâm linh, giáo phái hay bất cứ gì khác ngoại trừ những lời kể rập khuôn cứng nhắc kiểu Cream". Cây viết Robert Christgau của tờ The Village Voice gọi album là "thứ chiêu hồn nhảm nhí." Sau đó ông miêu tả nhạc phẩm như phản ánh "thứ tồi tệ nhất của văn hóa phản kháng," trong đó có "thời phản động bị ma túy làm hư người" và "những cú solo dài."

## Dấu ấn
Những đánh giá tái nhìn nhận dành cho Black Sabbath rất tích cực. Cây bút Steve Huey của AllMusic nhận xét đây là một album đầu tay giàu phát kiến mới với nhiều bản nhạc metal kinh điển, trong đó có bài hát tiêu đề – ca khúc mà ông thấy sở hữu "những câu riff heavy metal dứt khoát nhất mọi thời đại". Huey còn ấn tượng với cách mà ban nhạc thể hiện "tiếng guitar rock u ám và chậm rãi ép thính giá nghe theo kiểu gần như là ảo giác, thể hiện trạng thái ý thức mê muội và say thuốc của chính nó". Trong ấn phẩm The Rolling Stone Album Guide (2004), nhà báo Scott Seward đã lưu ý công sản xuất lớn lao của Bain trong "một album lấy dân hippie làm điểm tâm cho bữa sáng." Theo góc nhìn từ Mike Stagno của Sputnikmusic, "cả những người hâm mộ nhạc hard rock chịu ảnh hưởng nhạc blues và heavy metal nói chung sẽ tìm thấy thứ họ thích trong album này." Pete Marsh của BBC Music ví Black Sabbath là "album thay đổi bộ mặt của nhạc rock." Trong cuốn sách Black Sabbath: Symptom of the Universe của Mick Wall, Butler chê trách: "Báo chí Luân Đôn cực kỳ ghét chúng tôi khi chúng tôi làm ra album bởi họ chưa bao giờ viết bài về tụi tôi, chẳng biết đến tụi tôi. Khi album đầu tiên của tụi tôi leo thẳng bảng xếp hạng ngay tuần đầu tiên, báo chí Luân Đôn phản ứng kiểu như 'cái quỷ gì đang diễn ra ở đây vậy?' Và họ ghét chúng tôi kể từ đấy."
Năm 1989, tạp chí Kerrang! đã liệt Black Sabbath ở vị trí số 31 trong danh sách "100 album heavy metal xuất sắc nhất mọi thời đại". Năm 1994, album có mặt ở vị trí thứ 12 danh sách Top 50 album heavy metal hay nhất của cây viết Colin Larkin. Larkin tán dương "bầu không khí hoang tàn diệt vong" của album và miêu tả nó là "dữ dội và tàn nhẫn". Năm 2000, tạp chí Q điền tên Black Sabbath trong danh sách "Những album nhạc metal hay nhất mọi thời đại" của ấn phẩm với lời bình: "[Album này] thể hiện sức ảnh hưởng lớn tới mức nó vẫn là hình mẫu cho các ban nhạc metal nhiều thập kỷ sau." Năm 2003, đĩa nhạc được liệt ở hạng 241 trong danh sách 500 album xuất sắc nhất mọi thời đại, hạng 243 trong danh sách tái biên tập năm 2012, và hạng 355 trong danh sách tái biên tập năm 2020 của tạp chí Rolling Stone. Rolling Stone còn xếp Black Sabbath ở vị trí số 44 trong danh sách 100 album đầu tay hay nhất mọi thời đại của họ, miêu tả bài tiêu đề là ca khúc "sẽ định nghĩa âm thanh của hàng nghìn ban nhạc". Bên cạnh đó vào năm 2017, tạp chí tiếp tục xếp album ở vị trí thứ 5 trong danh sách "100 album nhạc metal xuất sắc mọi thời đại". Album còn góp mặt trong cuốn sách 1001 album bạn phải nghe trước khi chết.

## Danh sách bài hát
Tất cả bài hát được sáng tác bởi Tony Iommi, Geezer Butler, Bill Ward và Ozzy Osbourne, trừ khi được ghi chú.

### Ấn bản châu Âu
| Mặt một | Mặt một                    | Mặt một    |
| STT     | Nhan đề                    | Thời lượng |
| ------- | -------------------------- | ---------- |
| 1.      | "Black Sabbath"            | 6:20       |
| 2.      | "The Wizard"               | 4:24       |
| 3.      | "Behind the Wall of Sleep" | 3:37       |
| 4.      | "N.I.B."                   | 6:08       |

| Mặt hai | Mặt hai                                                | Mặt hai                                                          | Mặt hai    |
| STT     | Nhan đề                                                | Sáng tác                                                         | Thời lượng |
| ------- | ------------------------------------------------------ | ---------------------------------------------------------------- | ---------- |
| 5.      | "Evil Woman" (hát lại của Crow)                        | Larry Weigand, Dick Weigand, David Wagner                        | 3:25       |
| 6.      | "Sleeping Village"                                     |                                                                  | 3:46       |
| 7.      | "Warning" (hát lại của The Aynsley Dunbar Retaliation) | Aynsley Dunbar, Alex Dmochowski, Victor Hickling, John Moorshead | 10:28      |

| Bài CD tái bản tặng kèm 1996 | Bài CD tái bản tặng kèm 1996 | Bài CD tái bản tặng kèm 1996 |
| STT                          | Nhan đề                      | Thời lượng                   |
| ---------------------------- | ---------------------------- | ---------------------------- |
| 8.                           | "Wicked World"               | 4:47                         |
| Tổng thời lượng:             | Tổng thời lượng:             | 42:55                        |

| Bản chất lượng cao của châu Âu 2009, đĩa hai | Bản chất lượng cao của châu Âu 2009, đĩa hai | Bản chất lượng cao của châu Âu 2009, đĩa hai |
| STT                                          | Nhan đề                                      | Thời lượng                                   |
| -------------------------------------------- | -------------------------------------------- | -------------------------------------------- |
| 1.                                           | "Wicked World" (Đĩa đơn mặt B, TF1067)       | 4:44                                         |
| 2.                                           | "Black Sabbath" (Studio outtake)             | 6:22                                         |
| 3.                                           | "Black Sabbath" (Instrumental)               | 6:13                                         |
| 4.                                           | "The Wizard" (Studio outtake)                | 4:46                                         |
| 5.                                           | "Behind the Wall of Sleep" (Studio outtake)  | 3:41                                         |
| 6.                                           | "N.I.B." (Instrumental)                      | 6:08                                         |
| 7.                                           | "Evil Woman" (Bản thay thế)                  | 3:47                                         |
| 8.                                           | "Sleeping Village" (Intro)                   | 3:45                                         |
| 9.                                           | "Warning" (Phần 1)                           | 6:58                                         |
| Tổng thời lượng:                             | Tổng thời lượng:                             | 46:24                                        |

## Đội ngũ thực hiện

### Black Sabbath
- Ozzy Osbourne – hát, harmonica trong "The Wizard"
- Tony Iommi – guitar
- Geezer Butler – bass
- Bill Ward – trống

### Sản xuất
- Rodger Bain – sản xuất, Jew's harp trong "Sleeping Village"[4]
- Tom Allom – kỹ thuật
- Barry Sheffield – kỹ thuật
- Marcus Keef – đồ họa, nhiếp ảnh

## Xếp hạng
| Xếp hạng (1970)                | Vị trí cao nhất |
| ------------------------------ | --------------- |
| Album Hà Lan (Album Top 100)   | 6               |
| Album Đức (Offizielle Top 100) | 8               |
| Album Anh Quốc (OCC)           | 8               |
| Album Hoa Kỳ Billboard 200     | 23              |
| Canada Top Albums/CDs (RPM)    | 29              |

## Chứng nhận
| Quốc gia                                  | Chứng nhận | Số đơn vị/doanh số chứng nhận |
| ----------------------------------------- | ---------- | ----------------------------- |
| Canada (Music Canada)                     | Vàng       | 50.000^                       |
| Anh Quốc (BPI)                            | Vàng       | 100.000^                      |
| Hoa Kỳ (RIAA)                             | Bạch kim   | 1.000.000^                    |
| ^ Chứng nhận dựa theo doanh số nhập hàng. |            |                               |